# ألفرد بلاكويل
ألفرد بلاكويل (بالإنجليزية: Alfred Blackwell)‏ هو جزار وسياسي بريطاني وأسترالي (وحمل سابقاً جنسية المملكة المتحدة لبريطانيا العظمى وأيرلندا)، ولد في 9 أبريل 1876، وتوفي في 16 أكتوبر 1955. حزبياً، نشط في حزب العمال الأسترالي (فرع جنوب أستراليا) ‏ وParliamentary Labor Party ‏. وقد انتخب عضو مجلس النواب جنوب أستراليا من الجمعية عن دائرة Electoral district of West Torrens ‏ وقد انضم خلال فترته النيابية (6 أبريل 1918 – 18 مارس 1938) للكتلة البرلمانية حزب العمال الأسترالي (فرع جنوب أستراليا) ‏.